# Martina Helga Blickle
Martina Helga Blickle (* 16. Februar 1929 in Ulm) ist eine deutsche Lyrikerin und Malerin, die vor allem Gedichte veröffentlicht.

## Leben
Martina Helga Blickle wurde 1929 in Ulm geboren. Zunächst war sie als Designerin tätig, bevor sie ein Violinstudium in Stuttgart abschloss. Es folgten Studienreisen nach Österreich und Frankreich. Ihre schriftstellerische Laufbahn begann sie mit Kurzgeschichten, danach verfasste sie hauptsächlich lyrische Werke. Seit Mitte der 1960er Jahre arbeitete sie als freischaffende Autorin, Malerin und Designerin. 1975 erschien ihr erster Lyrikband Zwischen Welle und Ufer. Ihr zweiter Band Zypressenpforte wurde zwei Jahre später veröffentlicht. Danach erschienen 1981 der Band Rindenmuster und 1994 ein weiterer Gedichtband unter dem Titel Die anderen Strassen. Als Malerin arbeitet Martina Helga Blickle überwiegend in Aquarell und Tusche. Sie schuf unter anderem Landschafts- und Stadtbilder von Salzburg, Venedig und Ulm.
Neben ihrer Tätigkeit als Malerin und Schriftstellerin arbeitete Martina Helga Blickle auch als Literatur-Dozentin an der Volkshochschule in Ulm.

## Publikationen

### Einzelbände
- 1975: Zwischen Welle und Ufer (Gedichte), Bläschke, Darmstadt
- 1977: Zypressenpforte (Gedichte), Bläschke, Darmstadt
- 1981: Rindenmuster (Gedichte), Bläschke, Darmstadt
- 1994: Die anderen Strassen (Gedichte), Vaas, Langenau-Ulm